# Walow
Walow település Németországban, Mecklenburg-Elő-Pomeránia tartományban. Lakosainak száma 507 fő (2023. december 31.).

## Népesség
A település népességének változása:
| Lakosok száma | 480  | 475  | 464  | 482  | 507  |
|               | 2017 | 2019 | 2021 | 2022 | 2023 |